# Старк (Флорида)
Старк (англ. Starke) — місто (англ. city) в США, в окрузі Бредфорд штату Флорида. Населення — 5796 осіб (2020).

## Географія
Старк розташований за координатами 29°56′51″ пн. ш. 82°6′47″ зх. д. / 29.94750° пн. ш. 82.11306° зх. д. (29.947442, -82.112997).  За даними Бюро перепису населення США в 2010 році місто мало площу 18,68 км², уся площа — суходіл.

## Демографія
Згідно з переписом 2010 року, у місті мешкало 5449 осіб у 2068 домогосподарствах у складі 1308 родин. Густота населення становила 292 особи/км².  Було 2492 помешкання (133/км²).
Расовий склад населення:
| - 65,8 % — білих - 29,2 % — чорних або афроамериканців - 1,1 % — азіатів - 0,3 % — корінних американців - 1,0 % — осіб інших рас |

До двох чи більше рас належало 2,6 %. Частка іспаномовних становила 3,8 % від усіх жителів.
За віковим діапазоном населення розподілялося таким чином: 23,6 % — особи молодші 18 років, 57,5 % — особи у віці 18—64 років, 18,9 % — особи у віці 65 років та старші. Медіана віку мешканця становила 39,4 року. На 100 осіб жіночої статі у місті припадало 88,2 чоловіків;  на 100 жінок у віці від 18 років та старших — 82,5 чоловіків також старших 18 років.
Середній дохід на одне домашнє господарство  становив 48 008 доларів США (медіана — 32 500), а середній дохід на одну сім'ю — 64 693 долари (медіана — 60 111). Медіана доходів становила 47 289 доларів для чоловіків та 39 104 долари для жінок. За межею бідності перебувало 22,1 % осіб, у тому числі 32,1 % дітей у віці до 18 років та 14,4 % осіб у віці 65 років та старших.
Цивільне працевлаштоване населення становило 1973 особи. Основні галузі зайнятості: освіта, охорона здоров'я та соціальна допомога — 33,6 %, мистецтво, розваги та відпочинок — 13,7 %, публічна адміністрація — 13,0 %.